# Diuretikum
Ein Diuretikum (Mehrzahl: Diuretika; von altgriechisch δι-ουρητικός di-uretikós, deutsch ‚den Urin befördernd‘, von di[o]ureîn ‚harnen‘; zu οὖρον uron, deutsch ‚Urin, Harn‘; früher auch Hydragogum) ist ein Wirkstoff, der eine vermehrte Ausschwemmung von Urin (Diurese) aus dem menschlichen oder tierischen Körper durch eine verstärkte Harnerzeugung in den Nieren bewirkt.
Diuretika werden als Arzneimittel bei der Therapie von unzureichender Nierenfunktion, von peripheren Ödemen und Lungenödemen sowie zur Behandlung des Bluthochdrucks und der Herzinsuffizienz eingesetzt.

## Wirkungsweise
Alle modernen Diuretika hemmen die tubuläre Reabsorption. „Diuretica im engeren Sinn hemmen nach Robert Pitts (1958) partiell die tubuläre Natriumrückresorption“ und damit auch die tubuläre Rückresorption von Wasser.
Dieses Wirkprinzip gilt auch für Trinkwasser bei der Wasserdiurese, zum Beispiel beim veralteten, 1910 von Franz Volhard für die Diagnose von Nierenkrankheiten eingeführten Wasserversuch aus diagnostischen Gründen („Das einfachste periphere Diuretikum ist die einmalige plötzliche Zufuhr großer Wassermengen“).
Wenn die tubuläre Rückresorptionsquote zum Beispiel von 99 % auf 98 % verkleinert wird, dann verdoppelt sich die Urinproduktion von 1 auf 2 Prozent des Primärharns.
Die meisten Diuretika sind Saluretika; sie wirken durch Hemmung der Rückresorption von Natrium im Nierentubulus; der resultierende Salzverlust (Salurese) ist dabei als Eingriff in den Volumenhaushalt therapeutisch gewünscht. Meist nicht erwünscht ist bei Saluretika der gleichzeitige Verlust von Kalium, sowohl des Gesamtkörperkaliums wie der Serumkalium-konzentration. Niedrige Serum-Kalium-Konzentrationen sind mit Arrhythmien, im Extremfall mit plötzlichem Herztod, assoziiert. Kalium-sparende Diuretika werden daher meist in der Therapie kombiniert. Zur Therapie von osmotischen Störungen existieren daneben mit den Aquaretika (Vasopressin-Antagonisten) Diuretika, die allein die Ausscheidung von Wasser (Aquarese) fördern. Umgangssprachlich werden Diuretika in Tablettenform auch Entwässerungstabletten oder kurz Wassertabletten genannt.

## Geschichte
In der Heilkunde sind harntreibende Mittel und Anwendungen schon sehr lange bekannt. Früher nannte man sie auch Uretica und Hydragoga. Dabei ist zwischen Verfahren zur Vergrößerung der Glomerulus-Funktion und Verfahren zur Verkleinerung der Tubulus-Funktion zu unterscheiden. William Withering veröffentlichte 1785 seinen Bericht über den Fingerhut und seine medizinischen Anwendungen mit praktischen Bemerkungen über Wassersucht und andere Krankheiten. Johann Georg Krünitz widmete den pflanzlichen Diuretika ein ganzes Kapitel in seiner Ökonomischen Enzyklopädie.
Carl Ludwig schrieb 1861 in der zweiten Auflage seines physiologischen Lehrbuches: „Viele Diuretica sollen vorzugsweise dadurch wirken, dass sie den Harnrückstand und damit das Wasser mehren (Kramer).“ Ludwig verstand unter dem Harnrückstand denjenigen Primärharnanteil, welcher in den Tubuli nicht rückresorbiert wird. Jedes Diuretikum verkleinert iatrogen die Tubulusfunktion.
Eine bessere renale Durchblutung wird erreicht durch Wärmeeinwirkungen auf die Headschen Zonen der Nieren. Pflanzliche Gewebsdiuretika sollen einen Wasserentzug aus den Geweben bewirken. Diese Methoden sollen den Blutkreislauf verbessern und das Schlagvolumen sowie den Blutdruck vergrößern.
Davon ist das Wirkprinzip der Tubulus-Diuretika abzugrenzen. In der heutigen Pharmakologie werden nur diese als Diuretika bezeichnet.
Als die ersten wirksamen Tubulus-Diuretika waren die Purine bekannt. Zu diesen gehören Coffein, Theophyllin und Theobromin. Letzteres wurde zum ersten Mal von Albert Knoll aus Kakaoschalen extrahiert. Daraus entwickelte dessen Firma 1889 das Theobrominpräparat Diuretin. Nachfolgend synthetisierte 1902 Byk Gulden das Theophyllin-haltige Theocin, welches 1908 mit Ethylendiamin zusammen versetzt wurde (Euphyllin).
Fast zeitgleich entdeckte man die Quecksilber-Diuretika. Arthur Robertson Cushny beschrieb 1917 die diuretische Wirkung von Kalomel. Das erste industriell bedeutsame Präparat war das von der Bayer AG im Jahre 1917 eingeführte Novasurol (Merbaphen). Von 1920 bis 1961 wurden zahlreiche Quecksilberpräparate auf ihre diuretische Wirkung untersucht.
Einige davon wurden in die Therapie eingeführt, zum Teil auch in Kombination mit den Purinen.
Als erstes Sulfonamid-Diuretikum gilt der Carboanhydrasehemmer Acetazolamid. Dieses wurde ab 1950 von der Firma Lederle vertrieben. Der Nachweis des Diuretikums Acetazolamid bei einem Eisschnellläufer aus Japan stellte den ersten Dopingfall bei der Winterolympiade 2018 dar.
1957 entdeckten die Chemiker Frederick Novello und John Baer sowie der Pharmakologe Karl Heinz Beyer die neue Klasse der Thiaziddiuretika. Das erste gelangte schon 1959 als Chlorthiazid auf den Markt. Im selben Jahr veröffentlichte die Ciba AG das potentere Hydrochlorothiazid (abgekürzt HCT, Esidrix). Bei der Forschung weiterer Thiaziddiuretika entdeckten Roman Muschaweck und der Chemiker Paul Hajdu das Schleifendiuretikum Furosemid (Lasix), das bis heute (zusammen mit dem wirkstärkeren Folgepräparat Torasemid) der Goldstandard der Diuretika-Therapie ist.
Nachfolgend wurden zwischen 1959 und 1966 als kaliumsparende Diuretika der Aldosteronantagonist Spironolacton und die zyklischen Amidinderivate Triamteren und Amilorid entwickelt.
Ein besonderes diuretisches Therapieprinzip ist seit etwa 1985 die sequenzielle Nephronblockade.

## Einteilung nach Wirkungsmechanismus
„Durch Diuretika wird eine gesteigerte Ausscheidung von Wasser und Elektrolyten erzwungen. Sie hemmen direkt oder indirekt renale Transportprozesse“ im Tubulus.
Je nach Angriffsort und Wirkungsmechanismus lassen sich die am Tubulus wirkenden Diuretika in verschiedenen Gruppen einteilen:
- Schleifendiuretika hemmen reversibel den Na+/2Cl−/K+-Carrier am dicken Teil der aufsteigenden Henleschen Schleife und dadurch die tubuläre Rückresorption dieser Ionen. Substanzbeispiele: Furosemid, Torasemid, Bumetanid, Etacrynsäure, Piretanid.
- Thiaziddiuretika wirken über mehrere Mechanismen wie die reversible Hemmung des Na-Cl-Cotransports am frühdistalen, luminalen Tubulus, wie die Hemmung der Carboanhydrase und wie die Verminderung der glomerulären Filtrationsrate. Substanzbeispiele: Hydrochlorothiazid (HCT), Chlorthalidon, Xipamid, Indapamid. Hydrochlorothiazid wird oft als Fixkombination mit anderen Antihypertonika eingesetzt.
- Kaliumsparende Diuretika: solche mit Cycloamidinstruktur blockieren die Na-Kanäle am spätdistalen Tubulus und am Sammelrohr und bewirken dadurch eine Hemmung der Na+-Rückresorption, wodurch es zu einer verminderten K+-Sekretion kommt. Substanzbeispiele: Amilorid, Triamteren. Kaliumsparende Diuretika aus der Gruppe der Aldosteronantagonisten hingegen binden kompetitiv am Aldosteronrezeptor und hemmen dadurch die Na+-Rückresorption und K+-Sekretion. Aldosteronantagonisten sind vor allem angezeigt bei Ödemen, die mit Aszites in Zusammenhang mit Leberzirrhose einhergehen, sowie als Zusatztherapeutikum bei chronischer Herzinsuffizienz. Substanzbeispiele: Spironolacton, Kaliumcanrenoat, Eplerenon.

So gut wie nicht mehr als Diuretika verwendet werden Carboanhydrasehemmstoffe, die die Protonensekretion und die Natriumhydrogencarbonat-Rückresorption blockieren, überwiegend an den proximalen Tubuluszellen. Sie werden noch in der Augenheilkunde zur Glaukombehandlung eingesetzt. Substanzbeispiel: Acetazolamid.
Nur in speziellen Fällen kommen osmotische Diuretika wie Mannit und Sorbit zum Einsatz. In hyperosmolarer Lösung binden sie freies Wasser intravasal. Sie werden intravenös bei drohendem Nierenversagen verwendet.

## Pflanzen mit diuretisch wirksamen Inhaltsstoffen
Es gibt eine Reihe von Pflanzen mit diuretisch wirksamen Inhaltsstoffen. Solche sind etwa:
- Acker-Schachtelhalm (Equisetum arvense)
- Dornige Hauhechel (Ononis spinosa)
- Große Brennnessel (Urtica dioica) und die Kleine Brennnessel (Urtica urens)
- Gewöhnliche Goldrute (Solidago virgaurea) und die Riesen-Goldrute (Solidago gigantea)
- Birkenblätter (Betula), hauptsächlich die Hänge-Birke (Betula pendula; Syn.: Betula alba)
- Löwenzahn (Taraxacum)
- Orthosiphonblätter (Orthosiphon stamineus, bzw. aristatus)
- Petersilie

Die genannten Pflanzen werden in getrockneter Form (Teedroge) als Bestandteil in Teemischungen zur Bereitung von Heißwasseraufgüssen (Entwässerungs-„Tees“) verwendet. Eine weitere Anwendungsform stellen Fertigextrakte dar, die zu Aufgusspulvern, Tabletten oder Tropfen verarbeitet werden. Die Wirkung ist mild und beruht auf dem Gehalt bestimmter Flavonoide und/oder ätherischer Öle.
Pflanzliche Arzneimittel haben neben den chemisch-synthetisch hergestellten Arzneistoffen nur eine untergeordnete therapeutische Bedeutung.

## Anwendungsgebiete (Indikationen)
Diuretika werden verwendet in der Behandlung von:
- bestimmten Formen der Herzinsuffizienz (Herzschwäche)
- bestimmten Formen des Bluthochdrucks
- Ödemen (z. B. Lungenödem und Hirnödem; nicht jedoch z. B. beim Lymphödem und beim Lipödem)
- Wassereinlagerungen bei Leberzirrhose
- bestimmten Formen der Niereninsuffizienz
- Vergiftungen (Ausschwemmung der Giftstoffe über den Harn)

## Nebenwirkungen
Diuretika sind im Allgemeinen gut verträglich und haben eine hohe therapeutische Breite. Als mögliche Nebenwirkungen können auftreten:
- Austrocknung durch zu hohen Wasserverlust (Exsikkose)
- Salzmangel
  - Hyponatriämie mit Krampfanfällen, Verwirrtheit (selten) und Wadenkrämpfen
  - Hypokaliämie mit Herzrhythmusstörungen (gilt nicht für kaliumsparende Diuretika, diese können eine Hyperkaliämie hervorrufen)
- Vermehrte Thromboseneigung bei eingedicktem Blut
- zu niedriger Blutdruck (Hypotonie)
- metabolische Alkalose (Schleifendiuretike, Thiazide)
- metabolische Azidose (Azetolamid, Triamteren, Amilorid)

Diuretika stehen auf der Dopingliste, da sie unter anderem genutzt werden können, um den Nachweis der Einnahme leistungsteigender Mittel mittels einer Urinprobe zu erschweren (siehe den entsprechenden Abschnitt im Artikel Doping).

## Weitere Stoffe mit harntreibender Wirkung
Diuretika bewirken eine Diurese. Eine Diurese kann aber auch noch von bestimmten Nahrungsmitteln, einigen anderen Medikamenten, zahlreichen Pflanzen und manchen Giftstoffen hervorgerufen werden. Eine diuretische Wirkung haben zum Beispiel auch:
- Alkohol
- ACE-Hemmer, AT1-Antagonisten
- Xanthine wie Coffein, Theobromin und Theophyllin

Xanthine erhöhen durch Blockade der Adenosinrezeptoren die Durchblutung des Nierenmarks, wodurch es zu einer gesteigerten Bildung von Primärharn kommt. Trotz der harntreibenden Wirkung bewirkt Coffein (enthalten etwa in Kaffee, Tee) keine dauerhafte Entwässerung, da der Körper entsprechend gegensteuert (Rebound-Effekt). Der Rebound-Effekt tritt auch bei einigen Diuretika auf, wenn sie als Dauertherapie gegeben werden.
Stoffe mit schädigendem oder hemmendem Einfluss auf die Tubulusfunktion wirken diuretisch (zum Beispiel auch Heparin und Progesteron).